# Papa emérito
Papa emérito (também chamado Romano Pontífice Emérito ou ainda Bispo Emérito de Roma) é o título adotado pelo papa quando este decide abdicar. O termo até hoje foi adotado unicamente para se referir ao papa Bento XVI de 28 de fevereiro de 2013 (quando se tornou o único pontífice a abdicar desde Gregório XII no século XV) até 31 de dezembro de 2022, quando faleceu aos 95 anos de idade.
Assim como nas dioceses os bispos e arcebispos recebem os títulos de bispo emérito quando renunciam ao completarem 75 anos, é chamado de "Papa Emérito" o Papa que renunciou ao cargo de Chefe da Igreja Católica.
O título foi criado em 2013 quando o papa Bento XVI apresentou sua renúncia, oficializada no dia 28 de fevereiro em virtude de sua saúde 
débil, idade avançada e uma crescente rejeição de seu papado. Apesar de não ser mais Sumo Pontífice, ele manteve o nome papal além do pronome de tratamento, sendo chamado portanto  "Sua Santidade, o Papa emérito Bento XVI". Houve grande especulação se Bento XVI após a renúncia voltaria a usar como vestimenta a cor vermelha dos cardeais ou a batina tradicional negra dos padres, mas por fim o Vaticano anunciou dias antes que ele manteria as batinas brancas, porém mais simples, sem os adornos papais, e o seu Anel do Pescador seria destruído conforme a tradição. Mesmo mantendo o título de "Papa emérito" não coube mais a ele tomar nenhuma decisão política em relação ao governo da Igreja, e não participou no conclave que elegeu seu sucessor.

## Controvérsias

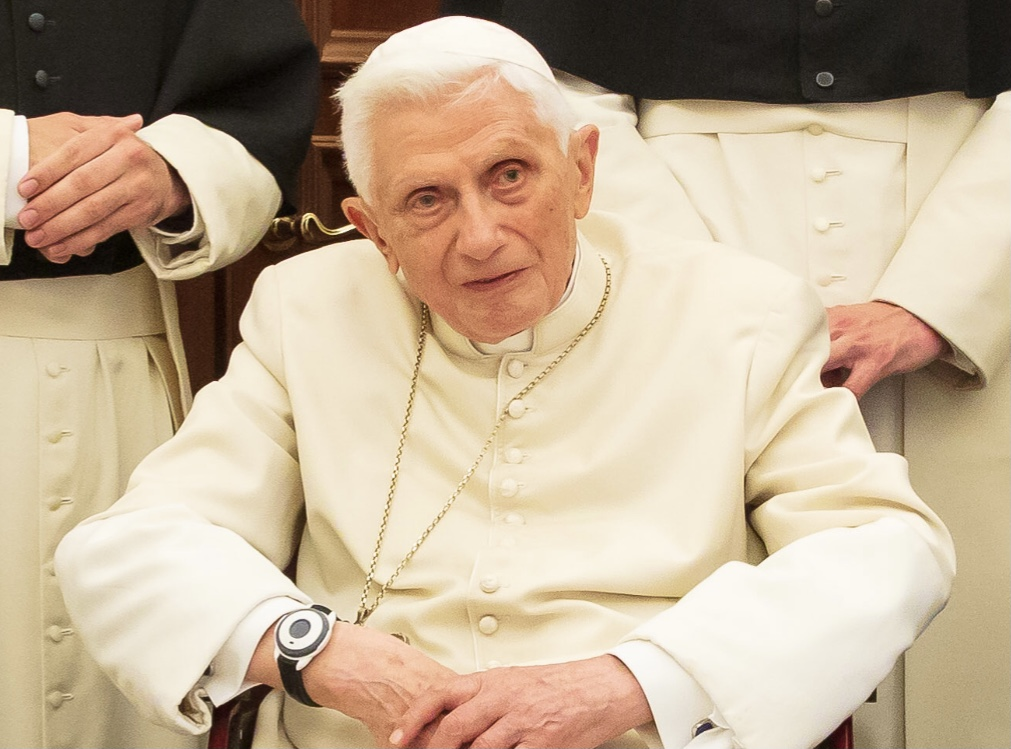
O Papa Bento XVI, primeiro detentor do título

A escolha do título "Papa Emérito" tem sido objeto de discussão entre teólogos e canonistas em âmbito católico.
Já alguns dias depois do anúncio da renúncia por parte de Bento XVI, Manuel Jesus Arroba, professor de Direito Canônico na Pontifícia Universidade Lateranense, afirmou que "juridicamente, só existe um papa apenas; um 'papa emérito' não pode existir".
No início de março de 2013, o padre jesuíta Gianfranco Ghirlanda, ex-reitor da Pontifícia Universidade Gregoriana e docente de direito canônico na mesma instituição, num longo artigo publicado na revista La Civiltà Cattolica, defende a mesma ideia, chegando, aliás, à conclusão de que "aquele que cessa o ministério pontifício não por motivo de morte, ainda que permanesça bispo, não é mais papa, de modo que perde toda a potestade primazial, porque tal poder não lhe tinha sido conferido pela sagração episcopal, mas diretamente por Cristo através da aceitação da legítima eleição". 
De opinião oposta, Stefano Violi, professor de direito canônico na Faculdade Teológica da Emilia-Romagna e na Faculdade de Teologia de Lugano, sustenta que, com a renúncia, Bento XVI não abriu mão do "munus petrino", mas somente do seu exercício: "Por livre e espontânea vontade, Bento XVI exercitou a plenitude do poder privando-se de todos os poderes inerentes ao seu ofício, pelo bem da Igreja, sem, contudo, abandonar o serviço à Igreja; este continua mediante o exercício da dimensão mais eminentemente espiritual concernente ao múnus a ele confiado, do qual não pretendeu renunciar". Assim, Bento XVI teria renunciado ao exercício direto e ativo do ministério petrino, mas não do ministério petrino em si, que é irrevogável: isto explicaria, segundo as palavras de Vittorio Messori, a razão da escolha do título de "papa emérito".
Na coletiva de imprensa no avião que o levava a Roma de retorno de sua viagem apostólica à Coreia do Sul em 2014, o Papa Francisco assim se posicionou sobre o título de "papa emérito" conferido a seu predecessor: "Penso que o Papa Emérito não seja uma exceção, mas depois de tantos séculos, o primeiro emérito... Eu penso que 'Papa Emérito' já seja uma instituição... eu acredito que o Papa Bento XVI tenha feito este gesto que, efetivamente, institui os Papas Eméritos. Repito: talvez algum teólogo me dirá que isso não é correto, mas eu penso desta forma. Os séculos dirão se é assim ou não. Veremos... O Papa Bento abriu uma porta que é institucional, e não excepcional".